# YIQ
YIQ – obok YUV jest jednym z modeli przestrzeni kolorów dla sygnału telewizyjnego. Na kontynencie amerykańskim (USA, Kanada), w Azji południowo-wschodniej (Japonia) jest rozpowszechniony system nadawania telewizji kolorowej w standardzie NTSC. Model opisu kolorów w tym systemie nazywany jest YIQ.
Model YIQ w systemie NTSC:
```
Y = 0,299 • R + 0,587 • G + 0,114 • B
I = 0,74 • (R - Y) - 0,27 • (B - Y)
Q = 0,48 • (R - Y) + 0,41 • (B - Y)
```

Składowa Y określana jest jako luminancja, tak praktycznie w danej chwili dla obrazu w pełni wielokolorowego wyznacza miejsce, gdzieś pomiędzy określonym minimum a maksimum. Wyznaczenie R, G oraz B i indywidualne ich użycie obniża lub podwyższa emisję dla odpowiednich trzech barw w kineskopie.